# Arviat
Arviat es una aldea canadiense situada en el territorio de Nunavut.

## Superficie
Arviat tiene una superficie de 126,14 km².

## Demografía
En 2021, tenía 2864 habitantes, una densidad poblacional de 22,7 hab./km², y 694 viviendas.